# اللجنة البارالمبية لأوقيانوسيا
اللجنة البارالمبية لأوقيانوسيا (OPC) هي منظمة مقرها سيدني، أستراليا. وهي منظمة دولية تجمع اللجان البارالمبية الوطنية التسعة لأوقيانوسيا.

## تاريخها
تأسست اللجنة البارالمبية لأوقيانوسيا في 2006 عقب تقسيم اتحاد فيسبك إلى هيئتين منفصلتين، اللجنة البارالمبية لأوقيانوسيا واللجنة البارالمبية الآسيوية (APC).

## الدول الأعضاء
يشمل الجدول التالي ذكر السنة أيضاً التي اعترفت فيها اللجنة البارالمبية الدولية باللجنة البارالمبية الوطنية في حالة اختلافها عن السنة التي تشكلت فيها اللجنة الوطنية.
| الدولة              | الرمز | اللجنة البارالمبية الوطنية              | التأسيس | م.    |
| ------------------- | ----- | --------------------------------------- | ------- | ----- |
| أستراليا            | AUS   | البارالمبية الأسترالية                  | 1990    | [ 4 ] |
| فيجي                | FIJ   | رابطة فيجي البارالمبية                  | 1990    | [ 4 ] |
| كيريباتي            | KIR   | اللجنة البارالمبية الوطنية في كيريباتي  |         | [ 4 ] |
| نيوزيلندا           | NZL   | البارالمبية النيوزيلندية                | 1968    | [ 4 ] |
| بابوا غينيا الجديدة | PNG   | اللجنة البارالمبية لبابوا غينيا الجديدة |         | [ 4 ] |
| ساموا               | SAM   | اللجنة البارالمبية لساموا               |         | [ 4 ] |
| جزر سليمان          | SOL   | اللجنة البارالمبية لجزر سليمان          |         | [ 4 ] |
| تونغا               | TGA   | اللجنة البارالمبية الوطنية لتونغا       |         | [ 4 ] |
| فانواتو             | VAN   | اللجنة البارالمبية لفانواتو             |         | [ 4 ] |